# Tinus (spin)
Tinus is een geslacht van spinnen uit de  familie van de kraamwebspinnen (Pisauridae).

## Soorten
- Tinus arindamai Biswas & Roy, 2005
- Tinus chandrakantii Reddy & Patel, 1993
- Tinus connexus (Bryant, 1940)
- Tinus minutus F. O. P.-Cambridge, 1901
- Tinus nigrinus F. O. P.-Cambridge, 1901
- Tinus oaxaca Carico, 2008
- Tinus palictlus Carico, 1976
- Tinus peregrinus (Bishop, 1924)
- Tinus prusius Carico, 1976
- Tinus sikkimus Tikader, 1970
- Tinus tibialis F. O. P.-Cambridge, 1901
- Tinus ursus Carico, 1976